# トーシンパートナーズ
株式会社トーシンパートナーズは、東京都武蔵野市に本社を置き、フェニックスシリーズ・ZOOMシリーズなどのマンションブランドを展開する総合不動産会社（デベロッパー）である。主に個人投資家向けの事業用不動産の販売から管理・運営をサポートしている。不動産の売買・仲介・賃貸事業も行っている。

## 沿革
- 1989年（平成元年）
  - 東京都狛江市にて設立（資本金1000万円）
  - 東京都武蔵野市吉祥寺本町に本社移転
  - 商号を｢株式会社トーシンワールド｣と変更
  - 株式会社藤信管理（現　株式会社トーシンコミュニティー）を設立
- 1990年（平成2年） - フェニックスマンションシリーズ第1弾として｢トーシンフェニックスマンション神楽坂｣を販売
- 1991年（平成3年） -  資本金を3000万円に増資
- 1995年（平成7年） - 商号を設立時の｢株式会社トーシン｣と変更
- 1999年（平成11年）
  - 資本金を8000万円に増資
  - 浦和レッズのユニフォームスポンサー及びオフィシャルスポンサーとして正式契約
- 2000年（平成12年）
  - 一級建築士事務所登録許可取得
  - 特定建設業登録許可取得
  - 資本金を8200万円に増資
  - ｢株式会社トーシン賃貸センター｣を設立
  - 東京都武蔵野市吉祥寺南町に｢株式会社トーシンコミュニティー｣、｢株式会社トーシン賃貸センター｣移転
  - 東京都武蔵野市吉祥寺南町に本社移転
- 2002年（平成14年） - ｢株式会社トーシン一級建築士事務所｣を設立
- 2003年（平成15年） - 100棟目の分譲物件として｢トーシンフェニックス新橋弐番館｣を販売
- 2004年（平成16年）
  - ｢お客様相談室｣を開設
  - 資本金を1億円に増資
  - 東京都武蔵野市吉祥寺本町に本社移転
- 2006年（平成18年）
  - 資本金を1億1200万円に増資
  - ｢株式会社トーシンコミュニティー｣を存続会社として、｢株式会社トーシン賃貸センター｣と合併
- 2007年（平成19年）
  - 商号を｢株式会社トーシンパートナーズ｣と変更
  - 資本金を1億9200万円に増資
- 2008年（平成20年） - ｢株式会社トーシン一級建築事務所｣を｢株式会社トーシンパートナーズ｣に合併
- 2011年（平成23年） - 200棟目の分譲物件として｢フェニックス永福町弐番館｣を販売
- 2013年（平成25年） - ZOOMシリーズ第1弾として｢ZOOM吉祥寺EAST｣を販売
- 2015年（平成27年） - 資本金を10億円に増資
- 2017年（平成29年） - 「株式会社トーシンライフサポート」を設立
- 2019年（令和元年） - 大阪府大阪市中央区西心斎橋に大阪支店を開設

## グループ会社
- 株式会社トーシンコミュニティー
- 株式会社トーシンライフサポート

## 受賞歴
- 2014年度グッドデザイン賞　「ZOOM池尻大橋」[3]
- 2015年度グッドデザイン賞　「ZOOM西新宿」[4]「ZOOM目黒」[5]
- 2016年度グッドデザイン賞　「ZOOM東陽町」[6]「ZOOM六本木」[7]
- 2017年度グッドデザイン賞　「ZOOM芝浦」[8]
- 2018年度グッドデザイン賞　「ZOOM両国」[9]
- Asia Pacific Property Awards 2019　「ZOOM戸越銀座」[10]
- 2019年度グッドデザイン賞　「ZOOM渋谷神山町」[11]「ZOOM北新宿」[12]
- German Design Award 2020　「ZOOM戸越銀座」[13]
- 2020年度グッドデザイン賞　「ZOOM新宿夏目坂」[14]

## スポンサー活動
- 浦和レッズ [15] （サッカー）
- 浦和レッズレディース[16]（サッカー）
- TEAM Ken's[17]（トライアスロン）
- シュートボクシング協会[18]（シュートボクシング）
- 日本肢体不自由者卓球協会[19]（卓球）

## 提供番組
- トーシン PRESENTS 不死鳥伝説（TBSラジオ、2007年4月 - 9月）

## 訴訟
トーシンパートナーズから2件の投資用マンションを購入した静岡県在住の顧客から、適正でない価格での取引があったとして、契約の取消と約4700万円の返還訴訟を起こされた。東京地裁は2012年3月27日付判決で原告の訴えを認め、トーシンパートナーズに請求額全額の支払いを命じた。
これに対してトーシンパートナーズはただちに東京高等裁判所に控訴し、その結果、「売買契約の無効原因、取消原因及び解除原因が一切なく、同契約が有効であること」との条項を前提とした和解案が提示された。これによりトーシンパートナーズは一審の判決が全面的に否定されて販売価格は適正であるなどの主張が受入れられたものと判断し、2012年9月7日に和解したとしている。